# Borgio Verezzi
Borgio Verezzi är en kommun i provinsen Savona i regionen Ligurien i Italien. Kommunen hade 2 166 invånare (2018).